# Ferdinand van der Haeghen

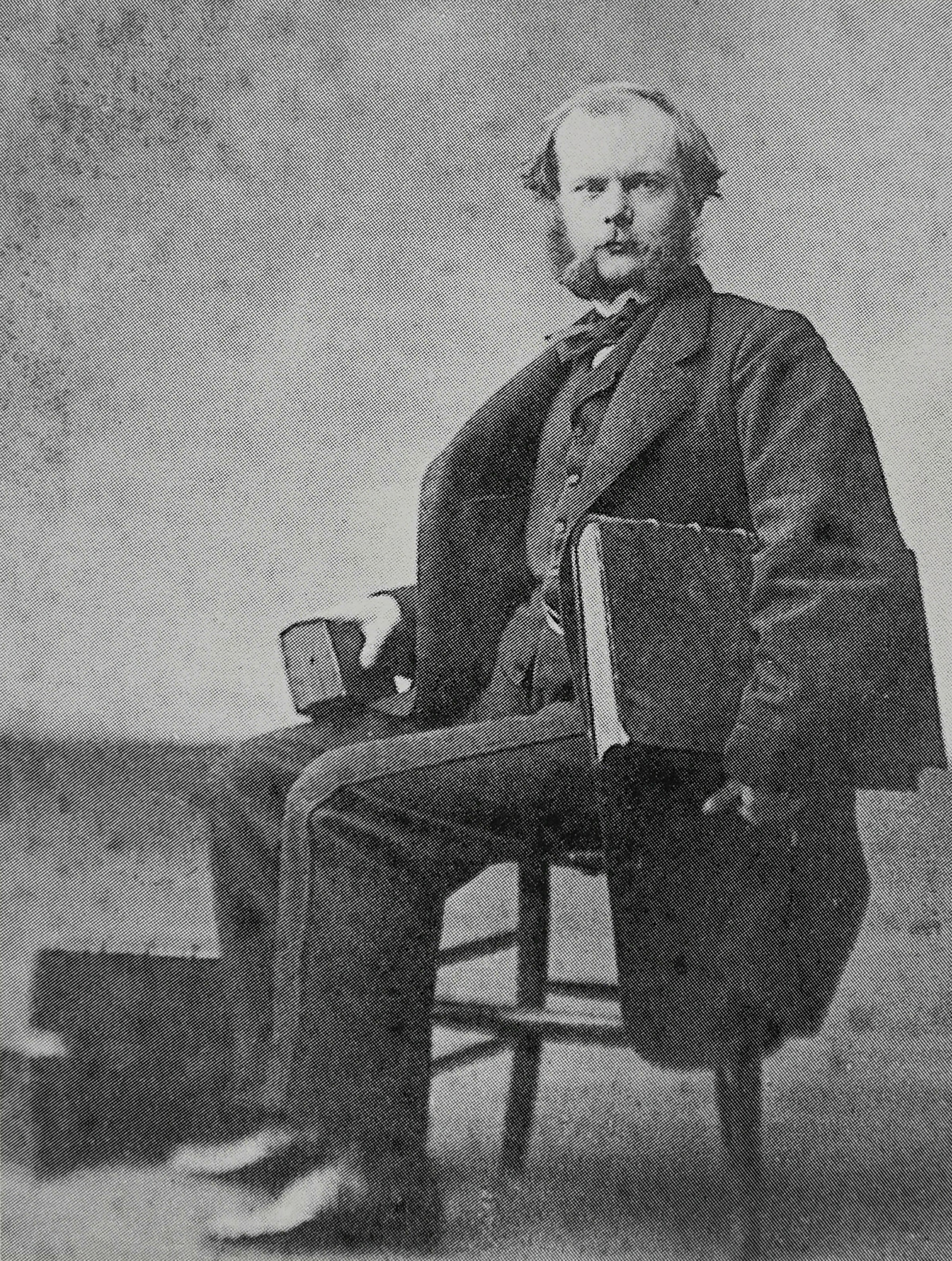
Ferdinand van der Haeghen

Ferdinand François Ernest van der Haeghen, auch Vander Haeghen oder Vanderhaeghen, (geboren am 11. Oktober 1830 in Gent; gestorben am 22. Januar 1913 ebenda) war ein belgischer Bibliothekar und Historiker, der die Bibliothek der Universität Gent leitete.

## Leben
Van der Haeghen war ein Sohn von Desiderius Joannes Josephus van der Haghen (1. September 1797 – 25. April 1850) und dessen Frau Sophia Egidia Maria (geborene Hulin, 3. Mai 1803 – 28. Februar 1881) und hatte mehrere Geschwister. Sein Vater war, wie seine Vorfahren, Drucker und Verleger und gab zudem die seit 1667 erscheinende Tageszeitung De Gazette van Gent heraus. So kam van der Haeghen schon früh mit Büchern in Verbindung und wurde ein begeisterter Bibliograf.
Van der Haeghen besuchte das Collège Notre-Dame de la Paix in Namur und zudem als freier Student Kurse an der Fakultät für Philosophie und Literatur der Universität Gent. Anschließend ging er für zwei Jahre nach Italien. 1853 kehrte er nach Hause zurück, widmete sich den Studien der Vergangenheit seiner Heimatstadt und begann alte Werke zu erforschen und zu sammeln. So kam in kurzer Zeit eine umfangreiche Gandavensia-Reihe zusammen. Zu seiner Sammlung gehörten Manuskripte und in Gent gedruckte Bücher. Er erforschte insbesondere die Geschichte der eigenen Familien in Gent und beschrieb in den Jahren 1858 bis 1869 die Druckwerke und das Leben und Werk der Genter Buchdrucker aus der Zeit von 1483 bis 1850 in der Bibliographie Gantoise (sieben Bände). Die Reihe wurde von seinem älterer Bruder Eugeen Vanderhaeghen (2. April 1829 – 24. September 1880) verlegt und gedruckt.
Inzwischen war van der Haeghen 1868, als Nachfolgen des Barons Jules de Saint-Genois des Mottes (22. März 1813 – 10. September 1867), zum Chefkurator der Stadt- und Universitätsbibliothek Gent ernannt worden. 1872 schenkte er seine Sammlung der Universitätsbibliothek Gent. Van der Haeghen war 1886 Gründungsmitglied der Königlichen Akademie der Niederländischen Sprache und Literatur und betreute ab 1888 als Redaktionsmitglied die Veröffentlichung der Bände 10 bis 20 der Biographie Nationale de Belgique. 1880 begann er mit der Zusammenstellung der Bibliotheca Belgica: Bibliographie générale des Pays-Bas, die er, aufgrund des Umfangs, nicht vollenden konnte und die schließlich von 1880 bis 1923 in 34 Bänden erschien. Er verfasste auch eine Abhandlung über den Theologen Josse van Clichtove und dessen Werke und beschäftigte sich intensiv mit den Schriften des Erasmus von Rotterdam (Bibliotheca Erasmiana).

## Auszeichnungen (Auswahl)
Am 19. Dezember 1898 wurde van der Haeghen in den Adelsstand erhoben und durfte ein eigenes Wappen führen, das wie folgt ausgeführt ist: In Silber ein roter Sparren mit drei silbernen Hermelinflecken, begleitet von drei schwarzen Eberköpfen mit silbernen Hauern und Dornen, rot gezähnt. Wahlspruch: „Wacht u van der Haeghen“.
- Offizier des belgischen Leopoldordens
- Ritter I. Klasse des Sachsen-Weimar-Eisenachischen Hausordens vom Weißen Falken
- Ritter des schwedischen Nordstern-Ordens
- Ritter des dänischen Dannebrogordens
- Orden der Krone von Preußen

## Mitgliedschaften und Ehrungen (Auswahl)

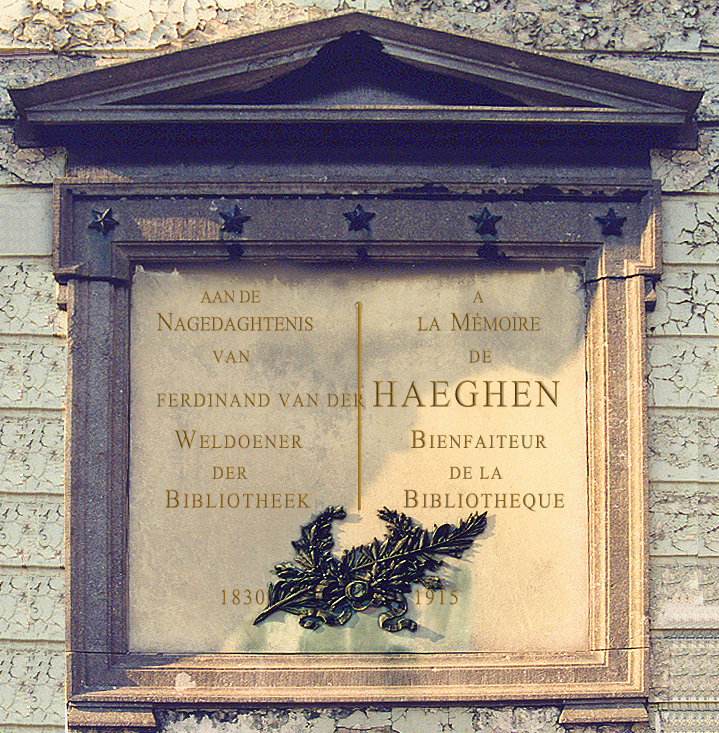
Gedenkplatte für Van der Haeghen in Gent

- 1858: Mitglieder der Gesellschaft Flämischer Bibliophiler (niederländisch Maatschappij der Vlaamsche Bibliophielen).
- 1886: Ordentlichen Mitglied und 1893 Ehrenmitglied der Koninklijke Vlaamse Academie van België voor Wetenschappen en Kunsten
- 7. Mai 1888: korrespondierendes Mitglied der Académie royale des Sciences, des Lettres et des Beaux-Arts de Belgique, ab 1891 ordentliches Mitglied.[4]
- 1888: Ehrendoktor der Universität Gent
- 1889: Der Bildhauer Paul de Vigne (1843–1901) schuf eine Bronzebüste von van der Haeghen[5]
- 1899: Korrespondierendes Mitglied der Académie des inscriptions et belles-lettres.
- 1911: Hippolyte Le Roy (1857–1943) schuf eine Medaille auf Ferdinand van derHaeghen zu dessen Verabschiedung in den Ruhestand.[6]
- 1913: Die Stadtverwaltung von Gent ließ an der Fassade der Bibliothek eine Gedenktafel anbringen

## Familie
Van der Haeghen war seit dem 29. Oktober 1852 mit Julie Cécile Charlotte (geborene de Dobbelaer; 5. Juli 1831 – 1919) verheiratet, mit der er mehrere Kinder hatte.
- Victor van der Haeghen (26. September 1854 – 3. Mai 1916), wurde Archivar und Historiker ⚭ 7. Juni 1881 mit Mathilde Élisabeth Clélie Marie Hesnault (* 23. Dezember 1850)
- Charles Jules Marie Antoine van der Haeghen (3. Oktober 1855 – 19. August 1901) ⚭ 15. Mai 1883 mit Alice Adèle Marie De Neve de Rode (* 27. März 1863)
- Maurice Eugène Augustin Marie Antoine van der Haeghen (31. Oktober 1858 – 1930), wurde Advokat ⚭ 28. Oktober 1902 mit Alice Adèle Marie De Neve de Rode
- Fernand Edmond Marie Antoine van der Haeghen (* 11. August 1863 – 6. September 1903) ⚭ 19. Juli 1894, Marie Léonie Victorine (geborene de Breyne, * 18. September 1873 – 21. November 1961).

## Schriften (Auswahl)
- Bibliographie Gantoise. Recherches sur la vie et les travaux des imprimeurs de Gand (1483–1850). Eugeen Vanderhaeghen, Gent 1858–1869 (Beispiel, Band 5 archive.org, 1865).
- Bibliographie des œuvres de Josse Clicthove. Camille Vyt, Gent 1888 (französisch, archive.org).
- Bibliotheca Erasmiana. Repertoire des oeuvres d’Erasme. Serie 1–3, Camille Vyt, Gent 1893.